# Baristepe
Barıstepe (turco: Barıştepe, lit.: Colina da Paz; aramaico: Shiloh, Salih, Salah; curdo: Selhê; siríaco: Shiluh; armênio: Սալահ, translit.: Salah; árabe: Salah) é uma vila no distrito de Midyat, na província de Mardin, no sudeste da Turquia.